# Jules Géruzet

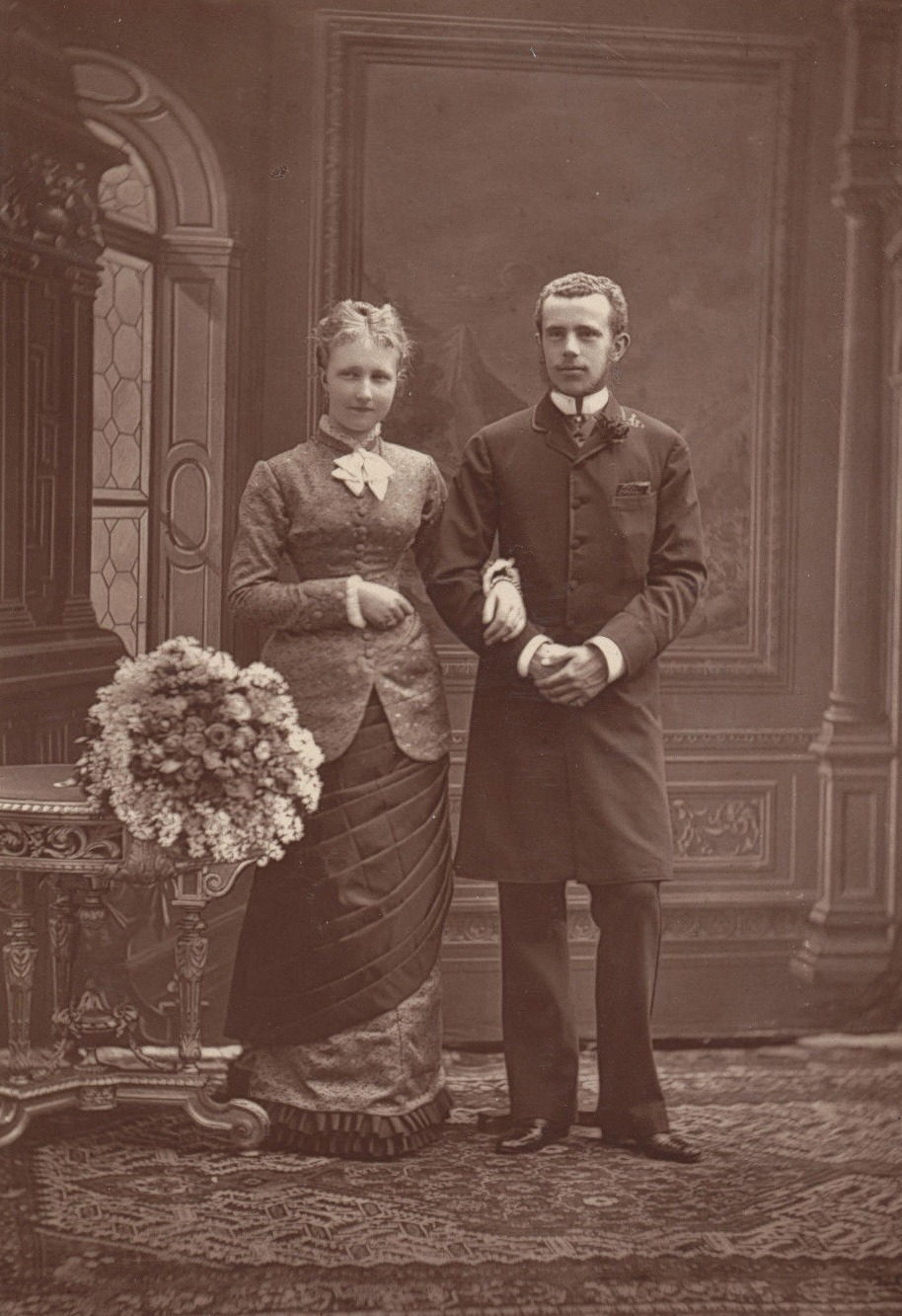
Korunní princ Rudolf a Štěpánka Belgická, foto bratři Géruzetovi

Jules Géruzet (31. března 1817, Braine (Aisne) – 4. prosince 1874, Brusel) byl francouzský fotograf, litograf a vydavatel aktivní v Bruselu.

## Životopis
Tisky upravoval ve 40. a 50. letech 19. století.
Tváří v tvář úspěchu nové techniky fotografie začal pracovat jako fotograf v roce 1856  a rychle se stal v této oblasti známým.
Jeho synové Albert Géruzet (1842–1890) a Alfred Géruzet (1845–1903) působili v letech 1866 až 1908. Po Alfredově smrti převzal činnost dílny Eugène Boute kolem roku 1908.

## Galerie

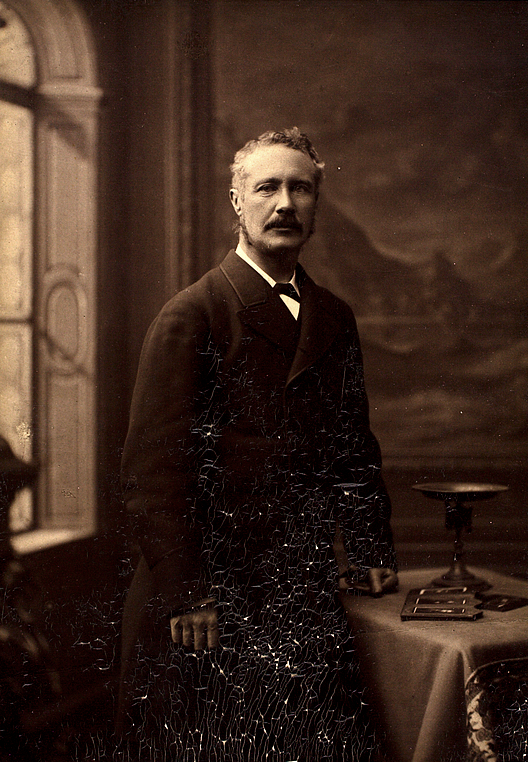
Charles George Gordon
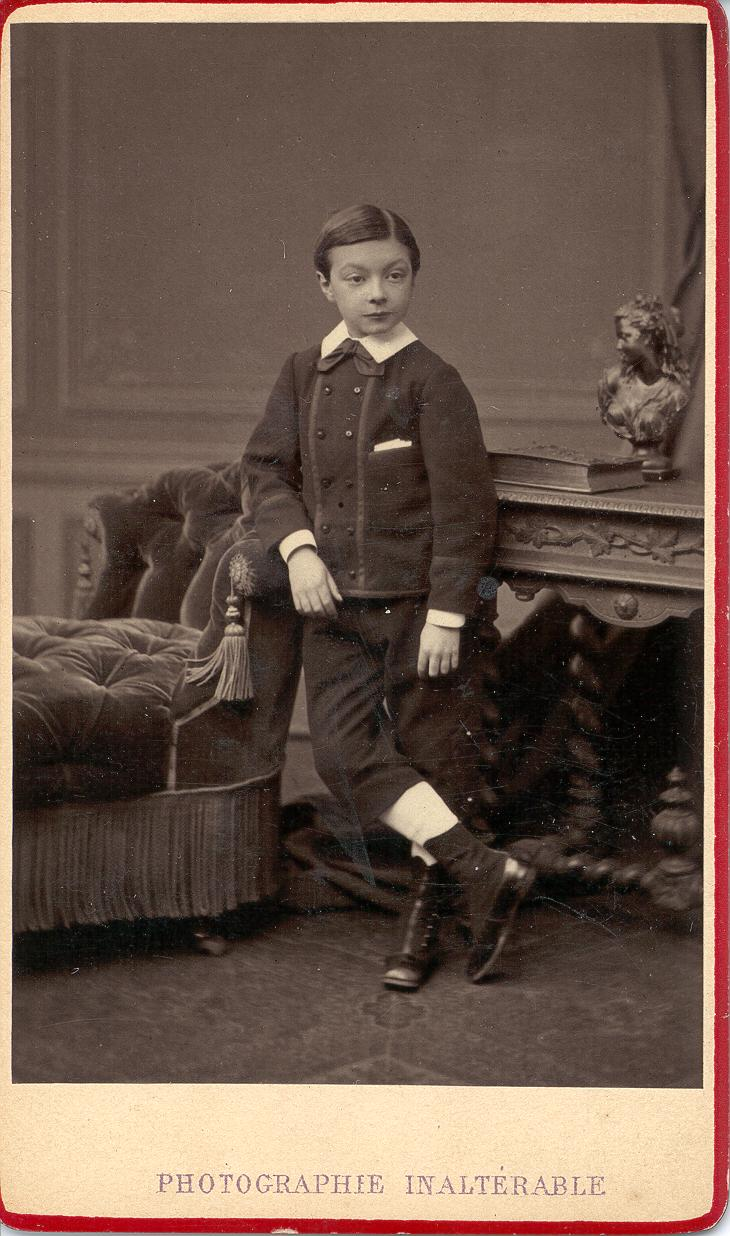
Henri van Dievoet, architekt
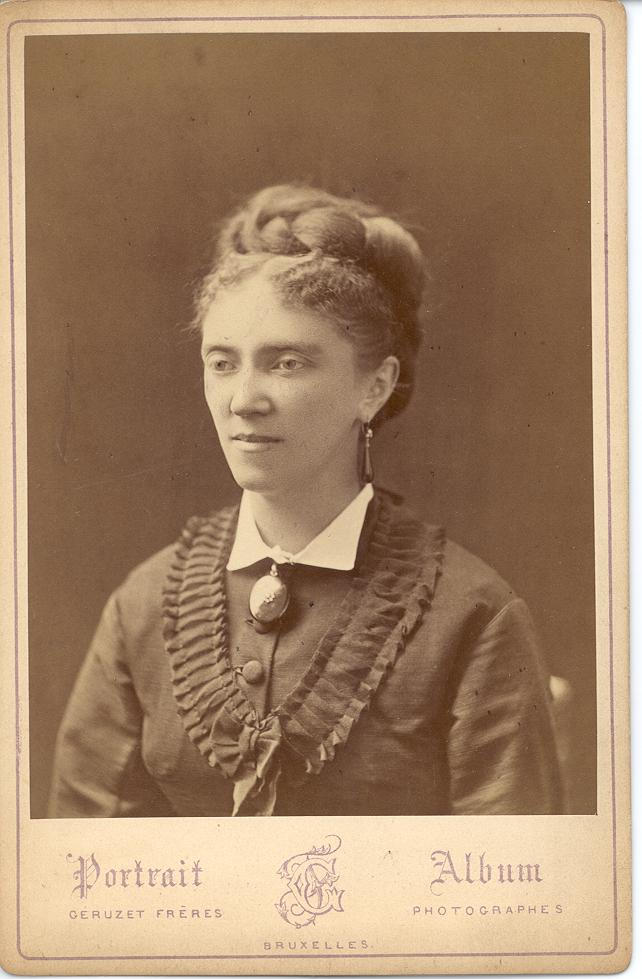
Hermine Straatman (1838-1917)
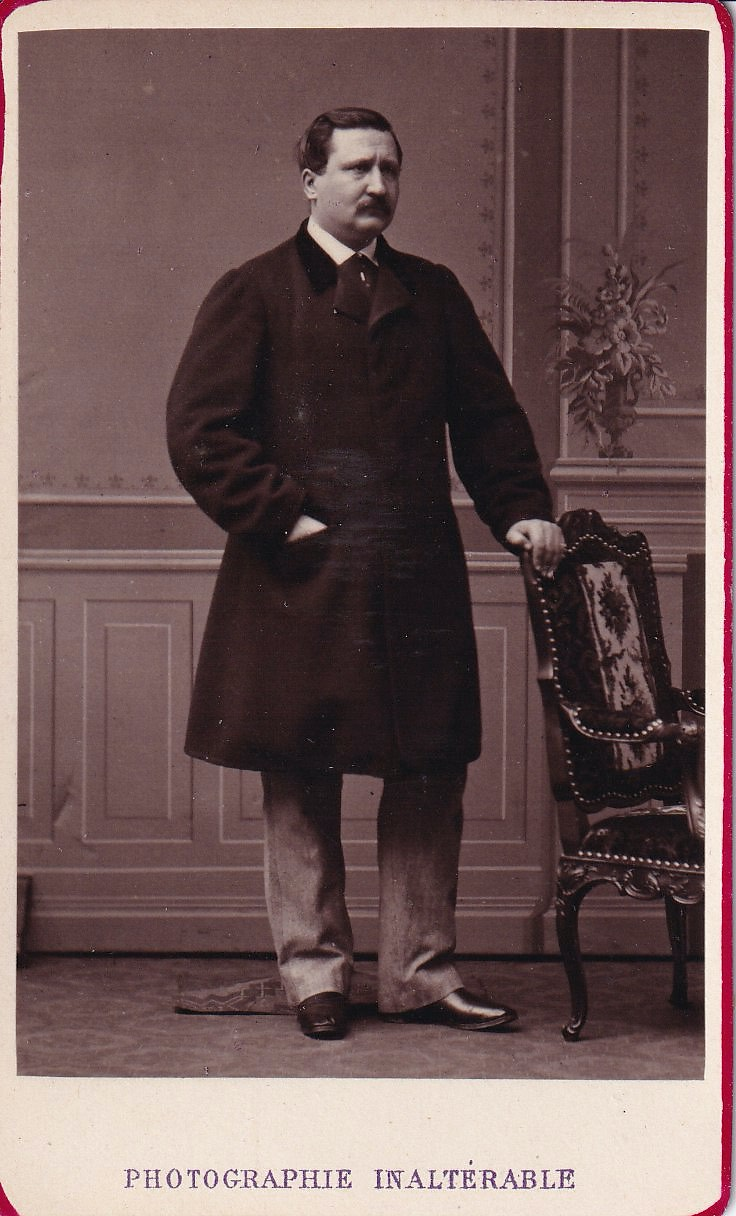
Jacques Édouard Sancke époux d'Isabelle Beaurain
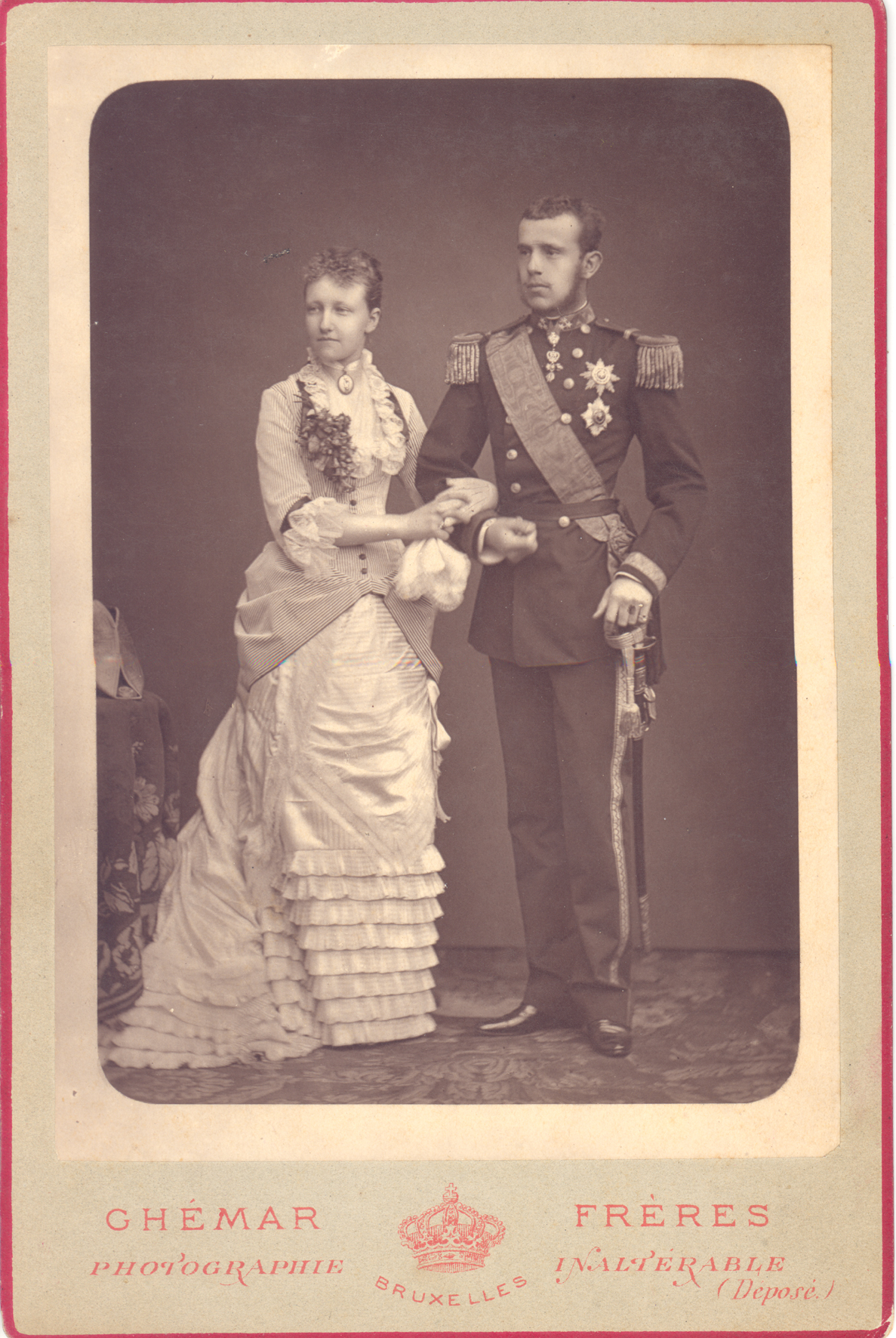
Oficiální portrétní fotografie u příležitosti zasnoubení korunního prince Rudolfa v Belgii, 1881
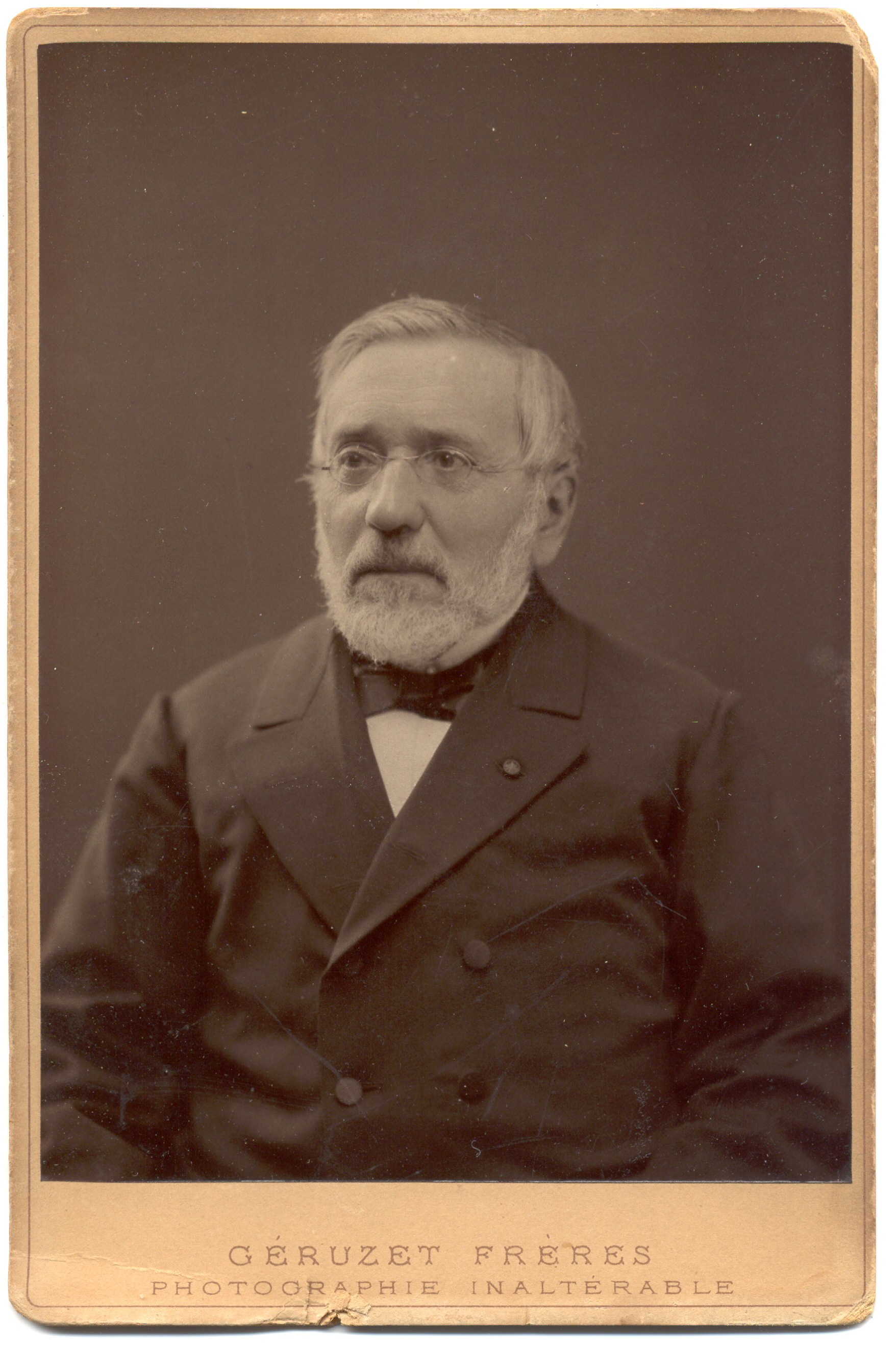
Guillaume Tiberghien
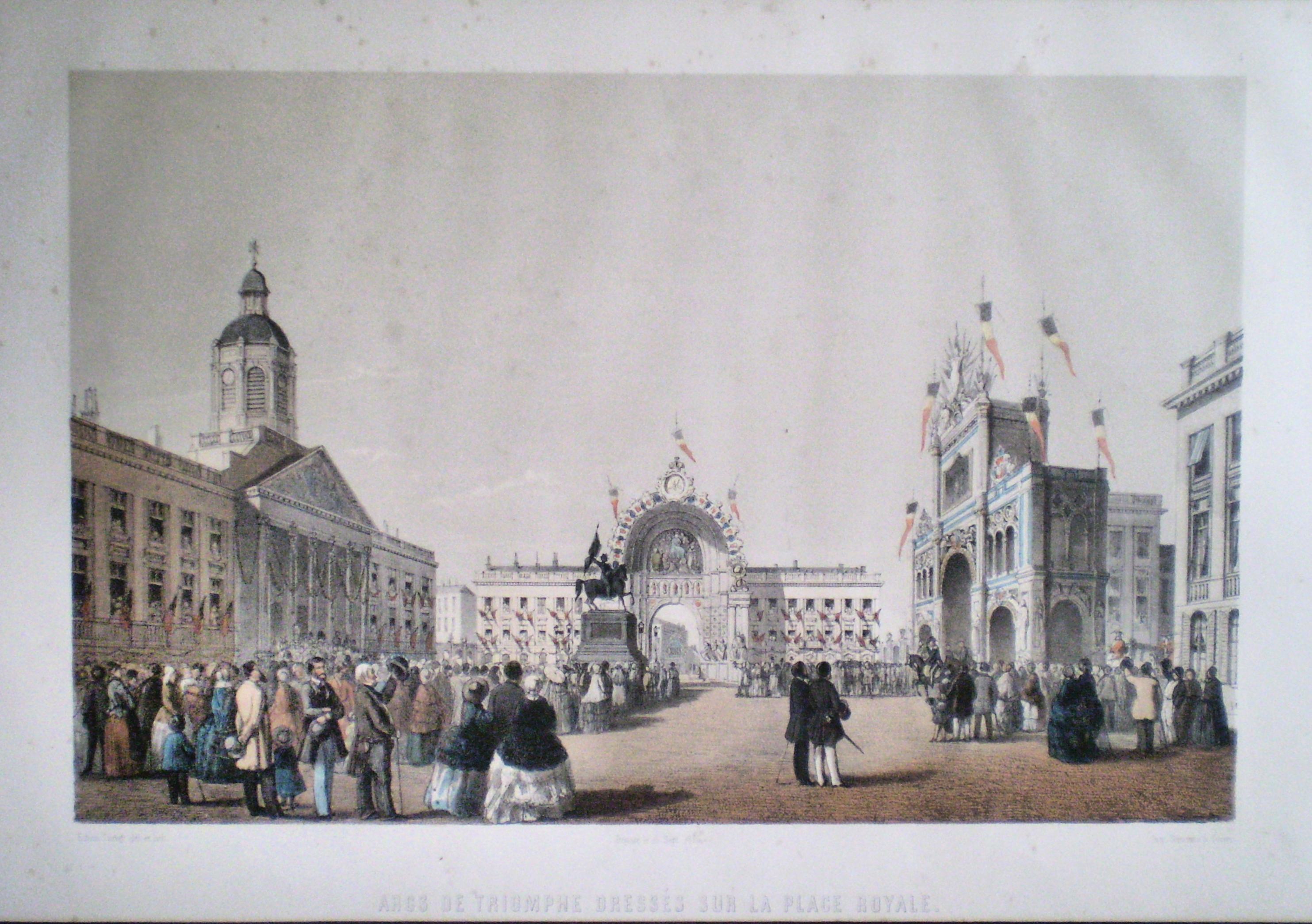
Litografie od Edwina Tooveye upravil Jules Géruzet, knihkupec a fotograf, rue des Éperonniers, 6, v Bruselu, 1856)
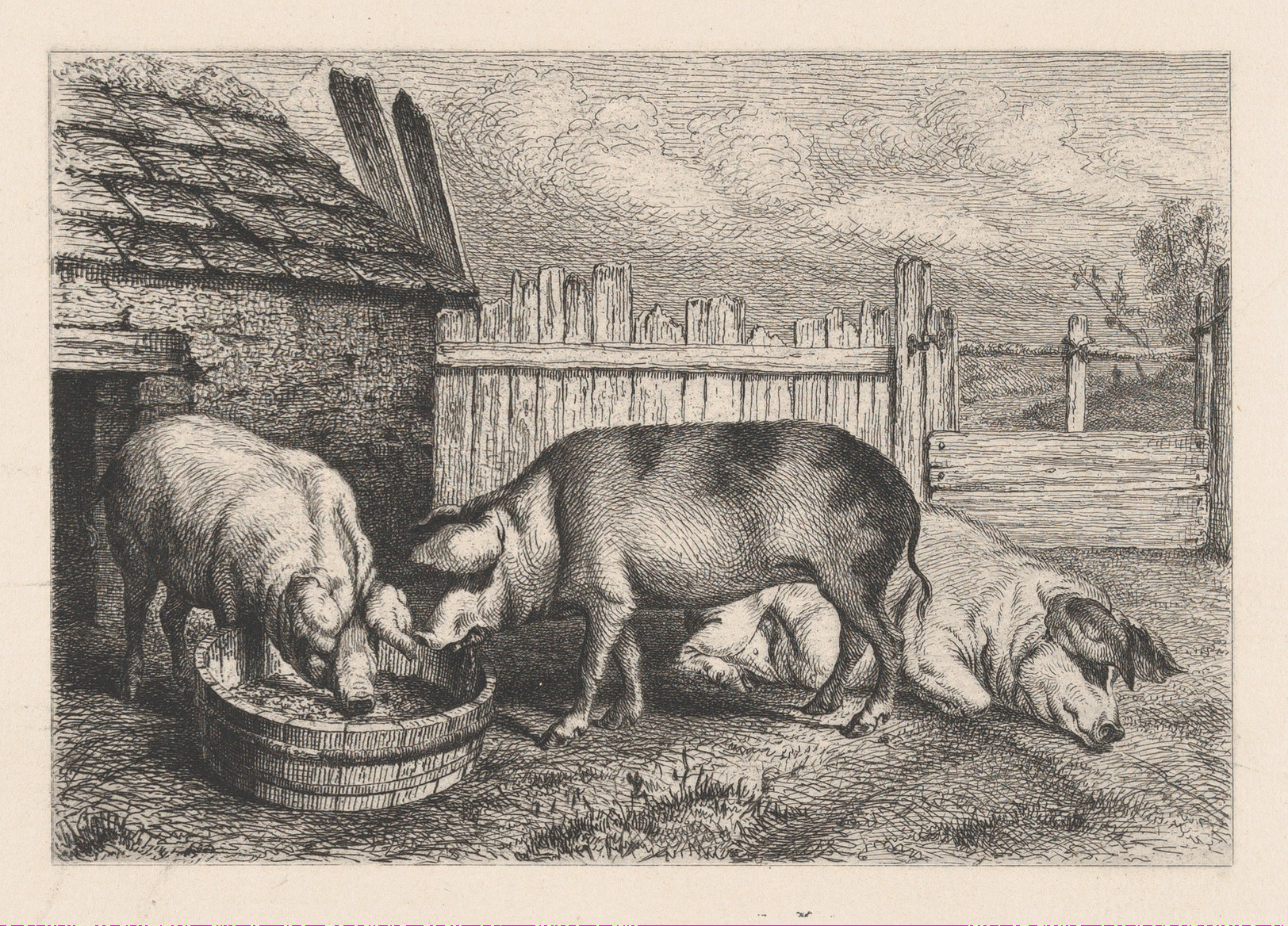
Tři prasátka u plotu, litografie